# Linda Tripp
Pour les articles homonymes, voir Tripp.
Linda Tripp, née Linda Rose Carotenuto le 24 novembre 1949 à Jersey City (New Jersey) et morte le 8 avril 2020, est une fonctionnaire américaine, personnage central dans l'affaire Lewinsky de 1998 à 1999 qui a mené le président Bill Clinton à la procédure d'impeachment et à son acquittement ultérieur.

## Biographie

### Jeunesse et carrière au sein de l'administration fédérale
Linda Tripp est née à Jersey City (New Jersey) le 24 novembre 1949. Elle est diplômée de la Hanover Park High School de East Hanover (New Jersey).
Linda Tripp était secrétaire aux services secrets de l'Armée à Fort Meade avant le transfert de ceux-ci au Pentagone en 1987. Deux ans plus tard, elle est devenue assistante à la Delta Force.
Linda Tripp était une employée de la Maison-Blanche dans l'Administration George H.W. Bush et conserva son emploi lorsque Bill Clinton lui succéda en 1993. Durant l'été 1994, des assistants seniors de la Maison-Blanche ont coopté Tripp, et lui ont donné une fonction au bureau des relations publiques du Pentagone ce qui lui a apporté une augmentation de 20 000 $ par an.
Le 19 janvier 2001, le dernier jour plein de l'Administration Clinton, Linda Tripp fut renvoyée de son emploi au Pentagone. Tripp prétendit que son licenciement était un acte de vengeance, mais l'Administration Clinton ne plia pas et déclara que l'on demandait normalement à tous les employés politiques comme Tripp de présenter leur démission lors d'un changement d'Administration et que ceux qui refusaient, comme elle le faisait, étaient licenciés. Les avocats de Tripp, du cabinet Kohn, Kohn et Colapinto, un des cabinets juridiques les plus réputés auprès duquel les employés administratifs comme Tripp s'adressaient lors de litiges avec le département de la Défense à Washington ont publié le communiqué suivant : « le licenciement de Linda Tripp est un acte de vengeance, lâche et mauvais. Le président Clinton ne devrait pas terminer sa présidence sur une note si vengeresse. »

### Participation de Linda Tripp dans l'affaire Lewinsky
Linda Tripp est devenue une confidente proche d'une autre ancienne employée de la Maison-Blanche, Monica Lewinsky, alors qu'elles travaillaient, toutes les deux, au Bureau des relations publiques du Pentagone. Selon Tripp (qui est d'environ 24 ans plus âgée que Lewinsky), elles se sont connues un an et demi avant que l'Affaire n'atteigne son stade critique. Après que Lewinsky a révélé à Tripp qu'elle avait eu des relations physiques avec le président Clinton, Tripp, agissant sur le conseil de Lucianne Goldberg, a commencé à enregistrer secrètement les communications téléphoniques qu'elle avait avec Lewinsky en l'encourageant à lui donner des détails sur sa relation avec le président.
En août 1997, Michael Isikoff de Newsweek a déclaré que Tripp lui avait rapporté qu'elle avait rencontré Kathleen Willey sortant du Bureau Ovale toute échevelée. Son visage était rouge et son rouge à lèvres défait. Willey a allégué que Clinton l'avait agressée sexuellement. L'avocat de Bill Clinton, Robert S. Bennett, déclara dans un article de Newsweek que Linda Tripp ne devait pas être crue.
En janvier 1998, Linda Tripp a donné les bandes magnétiques enregistrées secrètement au procureur indépendant Kenneth Starr en échange de son immunité lors de l'accusation. Linda Tripp avait divulgué à Starr qu'elle était au courant de la relation entre Lewinsky et le Président Clinton, que Lewinsky avait fait un faux témoignage devant la Cour fédérale de l'Arkansas en niant toute relation avec Bill Clinton alors qu'elle était citée comme témoin dans l'affaire civile Paula Jones versus William Jefferson Clinton. Linda Tripp ajouta, au sujet du procès de Bill Clinton, que Monica Lewinsky avait essayé de la suborner en lui demandant de faire un faux témoignage dans le procès contre Paula Jones afin de dissimuler la relation de Clinton et de Lewinsky tant que sa déclaration au sujet de Kathleen Willey devant la Cour fédérale. Comme Tripp l'a expliqué, on l'a sollicitée pour qu'elle commette un crime pour dissimuler des preuves dans le procès civil de Paula Jones. Tripp informa également Starr de l'existence d'une robe bleu marine que Lewinsky possédait et qui avait été salie par le sperme de Clinton. Durant leur amitié, Lewinsky avait montré la robe à Tripp et avait dit qu'elle avait l'intention de la porter au nettoyage à sec ; Tripp la persuada de ne pas le faire.
Basé sur les bandes fournies par Linda Tripp, Starr a obtenu l'approbation du procureur général des États-Unis, Janet Reno, et la Cour spéciale surveillant le procureur indépendant pour étendre l'enquête de Starr à la relation de Clinton-Lewinsky, cherchant les incidents potentiels du parjure, interroger Lewinsky à propos du faux témoignage et de la subornation de témoin lors du témoignage qu'elle avait effectué durant le procès Paula Jones versus William Jefferson Clinton.
Tandis que Linda Tripp maintenait qu'elle avait agi par « devoir patriotique », certains Américains pensaient qu'elle avait trahi Lewinsky dans l'espoir d'utiliser sa connaissance de la relation dans l'optique possible d'écrire un livre voire d'en faire un film, aucun d'entre eux n'ayant été réalisé jusqu'à présent. Tripp a prétendu qu'elle avait enregistré les communications téléphoniques avec Lewinsky par un mécanisme d'autodéfense, car elle craignait la vengeance de l'Administration Clinton, déclarant aussi que Lewinsky avait assuré au Président Clinton qu'elle avait seulement parlé à Tripp de leur relation (ce qui était faux), en faisant ainsi une cible puisqu'elle avait refusé d'aller se parjurer afin de protéger Lewinsky et le Président.
Tant et si bien que Clinton et Lewinsky durent comparaître devant le jury d'accusation à Washington, D.C. pour répondre à ses questions, bien que Clinton ait témoigné via la télévision en circuit fermé. Après l'interrogatoire de Lewinsky, aux jurés qui lui demandaient si elle avait une dernière déclaration à faire, elle dit simplement : « Je déteste Linda Tripp ».
Dans l'émission Saturday Night Live, John Goodman a fait des caricatures de Tripp. Tripp a aimé la plupart d'entre elles, à part une, qui heurtait ses sentiments, une où Goodman l'avait peinte sous les traits d'un homme. En 2021, dans la série TV American Crime Story : Impeachment dédiée à l'affaire, son personnage est interprété par l'actrice Sarah Paulson. 
À la suite de cette série, la fille de Linda, Allison Tripp a déclaré qu'il y avait quelques imperfections dans son personnage, mais que son portrait était plutôt représentatif de qui elle était dans la vie de tous les jours.

#### Acte d'accusation par l'État du Maryland
Linda Tripp résidait à Columbia dans le Maryland lorsqu'elle faisait ses enregistrements clandestins de ses conversations avec Monica Lewinsky et 49 élus démocrates de l'État du Maryland ont écrit une lettre au procureur d'État exigeant que Tripp soit poursuivie pour violation de la loi sur les enregistrements téléphoniques de l'État du Maryland. Avant le procès, la Cour fédérale de l'État du Maryland a jugé qu'en raison des accords d'immunité que le bureau du procureur indépendant avait eus avec Tripp, Lewinsky et d'autres, une quantité substantielle des preuves que l'accusation avait l'intention d'utiliser ne pouvait être retenues. Lors d'une audition d'avant-procès l'accusation a convoqué Monica Lewinsky, en tant que témoin, afin d'essayer d'établir si son témoignage contre Tripp n'était pas parasité par l'enquête de Kenneth Starr. Cependant, la Cour de l'État du Maryland jugea que Lewinsky, qui avait admis qu'elle avait menti sous serment lors d'une enquête fédérale et avait déclaré que ce mensonge avait été une partie de sa vie, ne pouvait apporter un témoignage crédible contre Tripp, qui baignait dans une ambiance d'interdit. En conséquence, toutes les charges contre Tripp furent écartées le 26 mai 2000 quand l'accusation décida de ne pas continuer le procès sur ce cas.

### Controverse sur le rapport d'arrestation
Le 14 mars 1998, il a été révélé que Linda Tripp avait été arrêtée lorsqu'elle avait 19 ans à Greenwood Lake, État de New York en 1969 pour les charges de vol de 263 $ en espèces ainsi que d'une montre-bracelet d'une valeur d'environ 600 $. Les charges ont été finalement écartées avant qu'elle soit présentée au tribunal. Bien que non reconnue coupable en 1969, des années plus tard Tripp a répondu « Non » à la question « Avez-vous jamais été accusé et/ou arrêtée pour un crime ? » sur le formulaire du certificat de sécurité du département de la Défense.
Peu avant la comparution de Tripp devant le jury d'accusation dans l'affaire Lewinsky, en mars 1998, le secrétaire adjoint du département de la Défense pour les Affaires Publiques, Kenneth Bacon et son adjoint, Clifford Bernath, lancèrent une fuite auprès de la journaliste Jane Mayer du magazine The New Yorker à propos de la réponse de Tripp à la question d'arrestation sur le formulaire de certificat de sécurité. Après les révélations de Bacon et Bernath à Mayer, le département de la Défense répandit dans les mass-media d'autres informations confidentielles sur la personne de Tripp et les fichiers de sécurité. L'inspecteur général du département de la Défense enquêta sur la fuite du certificat de sécurité de Tripp ainsi que des autres informations divulguées et aboutit à ce que Bacon et Bernath avaient violé le Privacy Act et le DoD IG, et conclut que Bacon et Bernath auraient dû savoir que la sortie d'informations du fichier de sécurité de Tripp était incorrecte.

### Procès et règlement
Linda Tripp a poursuivi en justice le département de la Défense des États-Unis ainsi que le ministère de la Justice pour la divulgation des informations de son fichier de sécurité ainsi que de son fichier d'emploi aux mass-media en violation avec le Privacy Act de 1974. Le cabinet Kohn, Kohn et Colapinto mirent en avant la violation du Privacy Act à l'encontre de Tripp. Le 3 novembre 2003, Tripp conclut un arrangement avec le gouvernement fédéral. Cet arrangement comprenait le paiement de plus de 595 000 $, une promotion rétroactive et la paie rétroactive au salaire le plus haut pour les années 1998, 1999 et 2000. Elle a aussi reçu une pension de retraite et a été blanchie afin de travailler de nouveau pour le gouvernement fédéral. Ses droits de rester la partie d'un procès d'action collective contre le gouvernement ont été également préservés.

### Controverse dans l'affaire George H. W. Bush
Il a été allégué que Linda Tripp avait été impliquée dans la fuite d'informations sur une relation présumée entre l'ancien président George H. W. Bush et une rédactrice nommée Jennifer Fitzgerald. Il a aussi été spéculé que cela expliquait pourquoi elle n'avait pas été reconduite dans son ancienne fonction à la Maison-Blanche malgré des appels de plusieurs conservateurs auprès de George W. Bush junior, le fils de l'ancien Président afin qu'elle soit réintégrée. Cependant Tripp a publiquement réfuté cette allégation comme « risible » et « une complète invention ».

### Vie après l'affaire Lewinsky
Depuis l'affaire Lewinsky, Linda Tripp s'est installée en Virginie, a subi une grande opération de chirurgie esthétique, a épousé Dieter Rausch, un architecte allemand en 2004 et a ouvert avec son nouveau mari un magasin ouvert toute l'année, appelé le Traîneau de Noël, à Middleburg en Virginie.
Le 1er décembre 2003, lors de l'émission télévisée Larry King Live, elle fit une apparition en présence de Larry King dans laquelle elle annonça son combat contre le cancer du sein. Abordant le sujet de son procès d'atteinte à la vie privée gagné contre le gouvernement fédéral, Linda Tripp a prétendu qu'en réalité elle ne s'en était pas si bien sortie financièrement, en raison des honoraires d'avocats et du dérèglement de sa carrière gouvernementale. Elle a aussi prétendu que les violations de l'administration Clinton à l'encontre de sa vie privée étaient plus importantes que celles subies par Monica Lewinsky comme la fuite par l'administration Clinton sur son affaire d'emploi qui était illégale, elle n'évoqua pas le fait qu'elle avait violé, elle-même, les lois du Maryland sur les écoutes téléphoniques. En outre, Lewinsky lui avait demandé de mentir sous serment dans le procès de Paula Jones contre Bill Clinton, ce qu'elle avait refusé de faire. Elle a dit à Larry King qu'elle avait seulement commencé à enregistrer ses conversations téléphoniques avec Lewinsky, qu'elle avait connu durant 18 mois, que huit semaines avant qu'il ne soit prévu qu'elle dépose au procès Jones. Tripp avait auparavant déclaré qu'elle avait enregistré les conversations sur bande pour empêcher l'administration Clinton d'exercer des représailles à son encontre, puisqu'elle avait décidé de ne pas mentir sous serment.